# Таранто (футбольный клуб)
«Таранто» — итальянский футбольный клуб из одноимённого города, выступающий в Серии D, высшем уровне любительского чемпионата Италии по футболу. Основан в 1906 году. Домашние матчи проводит на арене «Стадио Эразмо Яковоне», вмещающем 27 584 зрителя. «Таранто» никогда в своей истории не поднимался в Серию А, лучшим достижением клуба в Серии Б стало 5-е место в сезоне 1973/74.